# Christoph Caspar
Christoph Caspar (* 13. August 1614 in Tübingen; † 25. Juni 1666 in Stuttgart) war ein württembergischer Handelsmann, Bürgermeister von Tübingen, Mitglied des Engeren Ausschuss der Landschaft und zuletzt Landschaftseinnehmer in Stuttgart.

## Leben
Christoph Caspar war ein Sohn des Tübinger Handelsmanns und Gerichtsverwandten Rudolf Caspar des Älteren und seiner Frau Maria. Er besuchte die Lateinschule Schola anatolica in Tübingen. 1624 reiste er nach Frankreich, um Erfahrungen beim Handel zu sammeln. Nach der Rückkehr arbeitete er zunächst im Geschäft des Vaters, aber 1628 machte er sich als Handelsmann selbständig, indem er es übernahm.
Im gleichen Jahr heiratete er Maria Margaretha Grimmeiß (* 1. Juli 1607; † 9. Februar 1666), eine Tochter von Bernhard Grimmeiß aus Waiblingen. Mit ihr hatte er eine Tochter, Maria Margaretha Caspar (* 18. Juli 1629 in Tübingen; † 1. Nov 1670 in Stuttgart).
Ebenso seit dem Jahr 1628 war er Gerichtsverwandter.
Da zu dieser Zeit der Dreißigjährige Krieg tobte, zog er ins Feld. 1632 wurde er Cornet. In Tübingen war wieder sicher 1635, vielleicht bereits 1634, und 1636 wurde er Bürgermeister. Seit 1638 war er zusätzlich Landschaftsabgeordneter und Mitglied des Engeren Ausschusses der Landschaft. Dieses Amt übte er vielleicht auch schon früher aus. 1646 hatte er auf alle seine vier Ämter verzichtet, um Landschaftseinnehmer werden zu können. Er zog nach Stuttgart um und übte das Amt des Landschaftseinnehmers bis zu seinem Tod 1666 aus.